# NGC 2563
NGC 2563 este o galaxie lenticulară situată în constelația Racul. A fost descoperită în 13 februarie 1787 de către William Herschel. Se află la o distanță de 64,6 de megaparseci de Pământ.